# Maître de Jacques de Luxembourg
Le Maître de Jacques de Luxembourg est un maître anonyme enlumineur actif à Paris entre 1460 et 1470. Il doit son nom à un livre d'heures manuscrits commandé par Jacques de Luxembourg-Ligny. Il a sans doute appartenu à l'atelier du Maître de Dreux Budé depuis identifié à André d'Ypres. 

## Éléments biographiques et stylistiques

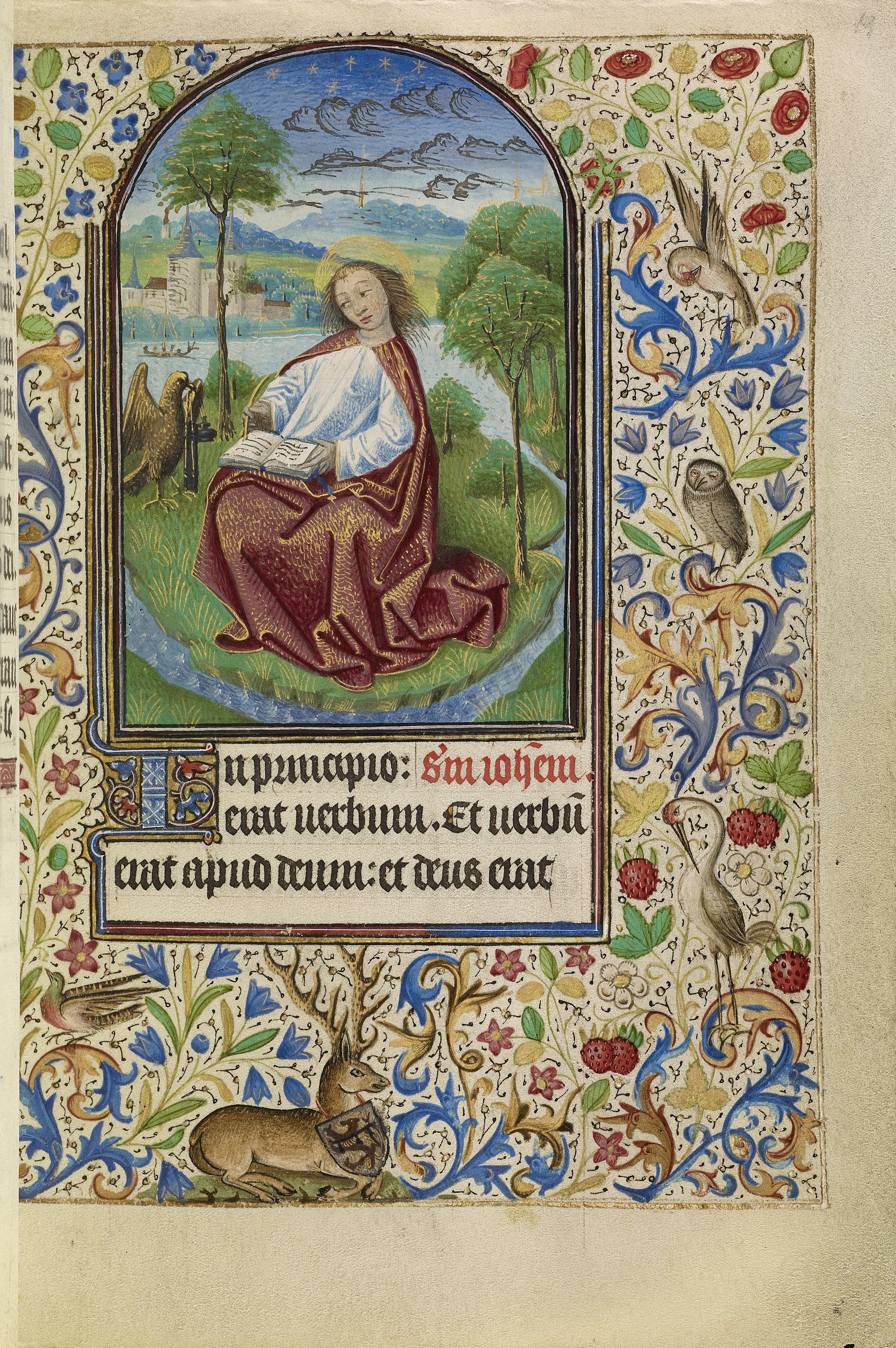
Heures de Jacques de Luxembourg, Saint Jean.

Le maître anonyme semble avoir été actif entre 1460 et 1470 à Paris où il a produit plusieurs livres d'heures. Son style est très proche d'un autre maître anonyme, le Maître de Dreux Budé, qui est à la tête d'un important atelier d'enluminure et de peinture au milieu du XVe siècle dans la même ville. Il pourrait avoir fait partie de son atelier, certains ont même avancé qu'il s'agirait du même artiste. Le maître de Dreux Budé a depuis été identifié au peintre originaire du nord de la France, André d'Ypres. Son style se caractérise par la représentation de personnages trapus aux visages larges.

## Principaux manuscrits attribués
- Heures de Jacques de Villiers et Jeanne de Néelle, 121 folios, 39 grandes et 24 petites miniatures, vers 1460-1462, collection particulière Heribert Tenschert (vente Sotheby's du 6 décembre 2001, lot 82)
- Manuscrit d'une Vie de Jésus Christ commandée par Charles de Melun, vers 1460-1468, British Library, Harley 4328[3]
- Livre d'heures à l'usage de Paris, 164 folios, 7 grandes et 4 petites miniatures, vers 1460-1470, en vente chez Dr. Jörn Günther Rare Book AG, Bâle en 2004 (Brochure no 8, lot 11)[4]
- Livre d'heures à l'usage de Paris, vers 1465, Pierpont Morgan Library, M.1003[5] (dont un feuillet a été détaché et se trouve dans une collection particulière inconnue).
- Heures de Jacques de Luxembourg, vers 1466-1470, J. Paul Getty Museum, Los Angeles, ms. Ludwig IX 11[6]
- Manuscrit des Faits et dits mémorables de Valère Maxime, vers 1470 pour Jacques d'Armagnac, Bibliothèque nationale de France, Ms.41[7]
- Livre de prières, 133 folios et 24 grandes miniatures, autrefois dans la collection Yates Thompson, aujourd'hui démembré en feuillets isolés : deux d'entre au Cleveland Museum of Art représentant saint Jean l'évangéliste et sainte Barbe (Jeanne Miles Blackburn Collection 2011.63)[8], saint Jacques, coll. part. passé en vente chez Christie's en 2015[9], saint Luc, non localisé (Bruce Ferrini Catalogue 3, 1995) et sainte Apolline, non localisée (Hunersdorff Rare Books & Manscripts, 1992, no.7) [10]